# Carex muskingumensis
Espèce
Classification phylogénétique
Carex muskingumensis est une espèce des plantes du genre Carex et de la famille des Cyperaceae.